# Telodorsagia davtiani
Telodorsagia davtiani är en rundmaskart. Telodorsagia davtiani ingår i släktet Telodorsagia, och familjen Trichostrongylidae. Arten är reproducerande i Sverige.